# Ishigakia longipedis
Ishigakia longipedis là một loài tò vò trong họ Ichneumonidae.